# 西奧馬基 (別爾季切夫區)
50°0′20″N 28°38′26″E / 50.00556°N 28.64056°E
西奧馬基（烏克蘭語：Сьомаки），是烏克蘭的村落，位於該國北部日托米爾州，由別爾季切夫區負責管轄，面積0.71平方公里，海拔高度233米，2001年人口206，人口密度每平方公里288.92人。